# Talassodròmids
Thalassodrominae o Thalassodromidae (que significa «corredors marins», a causa de les idees errònies prèvies sobre el comportament piscívor; ara es creu que són depredadors terrestres) és un grup de pterosaures azhdarcoïdeus del període Cretaci.
Els seus membres tradicionals provenen de l'actual Brasil, però, altres possibles membres també provenen d'altres llocs, com els Estats Units d'Amèrica, el Marroc i l'Argentina. Es considera que Thalassodrominae és una subfamília dins de la família dels pterosaures Tapejaridae, o com una família diferent, Thalassodromidae, dins del clade Neoazhdarchia, estretament relacionada amb els dsungariptèrids o azhdàrquids.

## Classificació
Thalassodrominae inclou tradicionalment només dos gèneres, Thalassodromeus i Tupuxuara, i es va definir per incloure'ls i qualsevol altre descendent del seu avantpassat comú més recent. La classificació dels Thalassodrominae és controvertida. Alguns estudis, inclòs un de Lü i col·legues l'any 2008, han trobat que els Thalassodrominae estan més estretament relacionats amb els azdàrquids que amb els tapejàrids, i els han situat a la seva pròpia família (que de vegades s'ha denominat Tupuxuaridae, tot i que Thalassodrominae era nomenat primer).
Alternativament, s'han considerat una família dins del clade Neoazhdarchia, com Thalassodromidae. A continuació es mostren tres cladogrames alternatius resultants d'estudis de relacions azhdarcoïdes.

El primer, presentat per Felipe Pinheiro i col·legues l'any 2011, va trobar els Thalassodrominae com un subgrup dins dels Tapejaridae.
|  | Thalassodrominae                                                  |
|  |                                                                   |
|  | \| \| Chaoyangopterinae \| \| \| \| \| \| Tapejarinae \| \| \| \| |
|  |                                                                   |
|  | Chaoyangopterinae                                                 |
|  |                                                                   |
|  | Tapejarinae                                                       |
|  |                                                                   |

|  | Chaoyangopterinae |
|  |                   |
|  | Tapejarinae       |
|  |                   |

|  | Thalassodrominae                                                  |
|  |                                                                   |
|  | \| \| Chaoyangopterinae \| \| \| \| \| \| Tapejarinae \| \| \| \| |
|  |                                                                   |
|  | Chaoyangopterinae                                                 |
|  |                                                                   |
|  | Tapejarinae                                                       |
|  |                                                                   |

|  | Chaoyangopterinae |
|  |                   |
|  | Tapejarinae       |
|  |                   |

El segon, presentat per Lü i col·legues el 2008, va trobar que estaven més a prop dels Azhdarchidae, tot i que van utilitzar el nom de Tupuxuaridae per al grup.
|  | Tupuxuaridae                                                       |
|  |                                                                    |
|  | \| \| Chaoyangopteridae \| \| \| \| \| \| Azhdarchidae \| \| \| \| |
|  |                                                                    |
|  | Chaoyangopteridae                                                  |
|  |                                                                    |
|  | Azhdarchidae                                                       |
|  |                                                                    |

|  | Chaoyangopteridae |
|  |                   |
|  | Azhdarchidae      |
|  |                   |

|  | Tupuxuaridae                                                       |
|  |                                                                    |
|  | \| \| Chaoyangopteridae \| \| \| \| \| \| Azhdarchidae \| \| \| \| |
|  |                                                                    |
|  | Chaoyangopteridae                                                  |
|  |                                                                    |
|  | Azhdarchidae                                                       |
|  |                                                                    |

|  | Chaoyangopteridae |
|  |                   |
|  | Azhdarchidae      |
|  |                   |

El tercer, presentat per Andres i col·legues el 2014, també va trobar els Thalassodrominae  més properes als azdàrquids i com el grup germà dels dsungariptèrids.
|  | Thalassodrominae |
|  |                  |
|  | Dsungaripteridae |
|  |                  |

|  | Chaoyangopteridae |
|  |                   |
|  | Azhdarchidae      |
|  |                   |

|  | Thalassodrominae |
|  |                  |
|  | Dsungaripteridae |
|  |                  |

|  | Chaoyangopteridae |
|  |                   |
|  | Azhdarchidae      |
|  |                   |

|  | Thalassodrominae |
|  |                  |
|  | Dsungaripteridae |
|  |                  |

|  | Chaoyangopteridae |
|  |                   |
|  | Azhdarchidae      |
|  |                   |

|  | Thalassodrominae |
|  |                  |
|  | Dsungaripteridae |
|  |                  |

|  | Chaoyangopteridae |
|  |                   |
|  | Azhdarchidae      |
|  |                   |

Més recentment, els gèneres del Cretaci superior Alanqa i Aerotitan, normalment considerats azdàrquids, s'han recuperat com a Thalassodrominae (el grup es defineix com a Thalassodromidae a l'estudi). No obstant això, les seves restes són fragmentàries, de manera que aquesta assignació és només provisional, i un estudi del 2021 mostra més diferències entre ells i els azhdàrquids, sent Aerotitan un autèntic azdárquid mentre que Alanqa era un azhdarchoïd basal relacionat amb Keresdrakon.
De la mateixa manera, s'ha proposat que el Maastrichtià Javelinadactylus sigui un Thalassodrominae, tot i que avaluacions prèvies del material han afavorit una identitat azhdàrquida sobre una de Thalassodrominae. Aquest mateix estudi també recupera Argentinadraco (ja d'afinitats incertes) també com a Thalassodrominae.